# Ex-empregados da Total Nonstop Action Wrestling

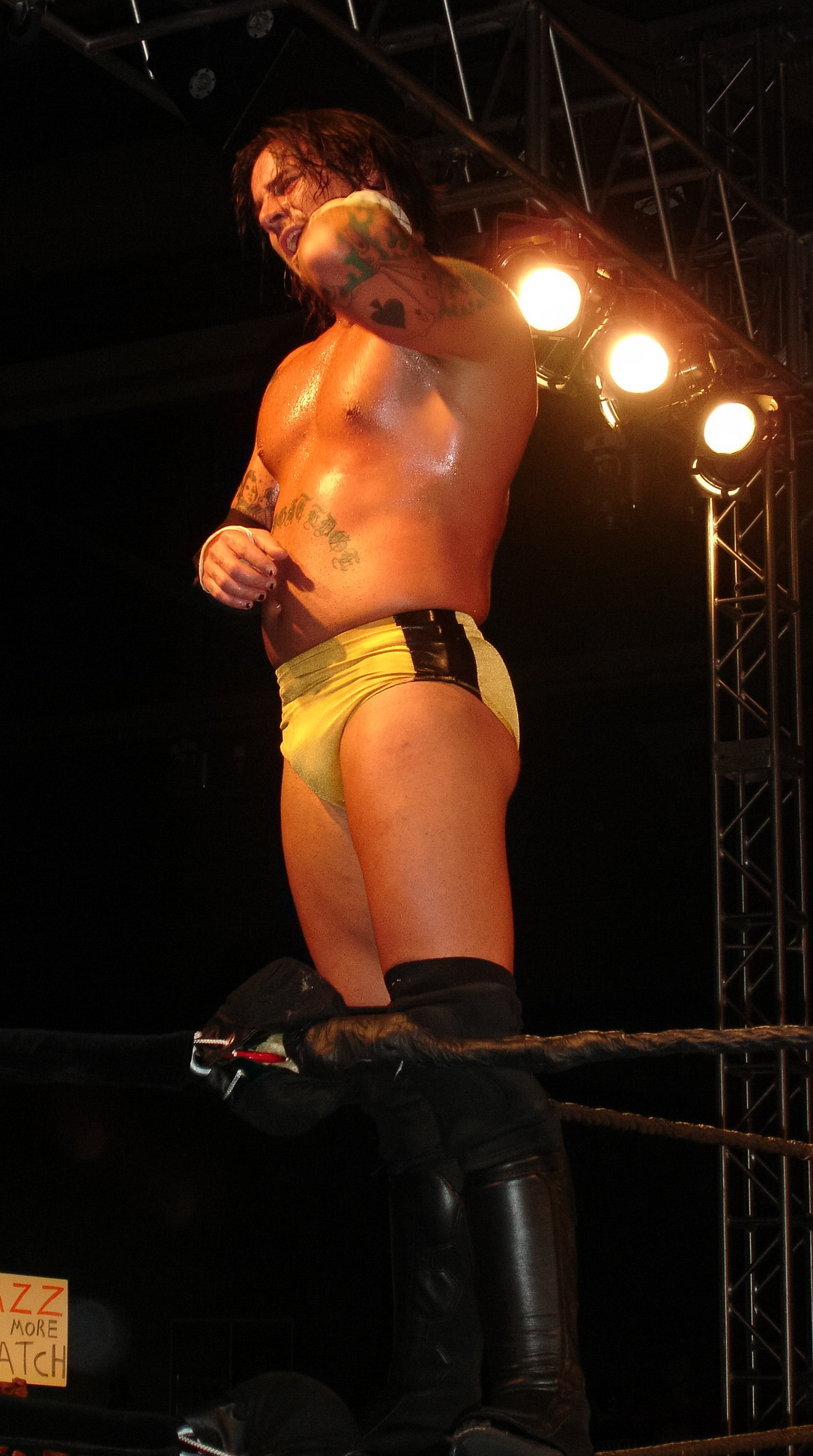
Phillip Brooks, mais conhecido como CM Punk trabalhou na TNA entre os anos de 2003 e 2004.

A Total Nonstop Action Wrestling (TNA) é uma promoção de wrestling profissional localizada em Nashville, Tennessee. Ex-empregados da TNA incluem lutadores, managers, comentaristas, locutores, repórteres, árbitros, treinadores, roteiristas, executivos e diretores.
Os empregados recebem contratos de desenvolvimentos a décadas. Eles aparecem em programas de televisão da TNA, pay-per-views e eventos ao vivo. Outros também lutaram no antigo território de desenvolvimento da empresa, a Ohio Valley Wrestling (OVW). Aqueles que realizaram aparições sem contratos e aqueles que foram demitidos mas estão empregados hoje não foram incluídos.

## Listas de ex-empregados da TNA
As listas estão organizadas pela primeira letra do nome:
- Lista de ex-empregados da TNA (A–C)
- Lista de ex-empregados da TNA (D–H)
- Lista de ex-empregados da TNA (I–M)
- Lista de ex-empregados da TNA (N–R)
- Lista de ex-empregados da TNA (S–Z)